# Paradelphomyia myriacantha
Paradelphomyia myriacantha är en tvåvingeart som beskrevs av Alexander 1965. Paradelphomyia myriacantha ingår i släktet Paradelphomyia och familjen småharkrankar. Inga underarter finns listade i Catalogue of Life.